# Волл-Лейк (Айова)
Волл-Лейк (англ. Wall Lake) — місто (англ. city) в США, в окрузі Сак штату Айова. Населення — 755 осіб (2020).

## Географія
Волл-Лейк розташований за координатами 42°16′2″ пн. ш. 95°5′34″ зх. д. / 42.26722° пн. ш. 95.09278° зх. д. (42.267185, -95.092779).  За даними Бюро перепису населення США в 2010 році місто мало площу 3,19 км², уся площа — суходіл.

## Демографія
Згідно з переписом 2010 року, у місті мешкало 819 осіб у 335 домогосподарствах у складі 217 родин. Густота населення становила 257 осіб/км².  Було 366 помешкань (115/км²).
Расовий склад населення:
| - 99,8 % — білих - 0,1 % — азіатів |

До двох чи більше рас належало 0,1 %. Частка іспаномовних становила 0,1 % від усіх жителів.
За віковим діапазоном населення розподілялося таким чином: 22,3 % — особи молодші 18 років, 49,1 % — особи у віці 18—64 років, 28,6 % — особи у віці 65 років та старші. Медіана віку мешканця становила 49,3 року. На 100 осіб жіночої статі у місті припадало 84,9 чоловіків;  на 100 жінок у віці від 18 років та старших — 79,2 чоловіків також старших 18 років.
Середній дохід на одне домашнє господарство  становив 54 240 доларів США (медіана — 48 646), а середній дохід на одну сім'ю — 67 279 доларів (медіана — 58 542). За межею бідності перебувало 12,9 % осіб, у тому числі 14,3 % дітей у віці до 18 років та 14,3 % осіб у віці 65 років та старших.
Цивільне працевлаштоване населення становило 318 осіб. Основні галузі зайнятості: освіта, охорона здоров'я та соціальна допомога — 30,5 %, роздрібна торгівля — 12,9 %, сільське господарство, лісництво, риболовля — 8,8 %, виробництво — 8,5 %.